# Carmen Chaláová
Carmen Anita Chaláová Quilumbaová (* 7. června 1966) je bývalá ekvádorská atletka – vrhačka a zápasnice – judistka.

## Sportovní kariéra
Začínala s lehkou atletikou ve městě Jipijapa v provincii Manabí. Ve vrhu koulí je několikásobnou ekvádorskou mistryní a dlouholetou reprezentantkou (osobní rekord: 15,20 m). V roce 1995 se v 29 letech dostala se sestrami do judistického tréninkového programu, který na technické univerzitě ve městě Portoviejo rozjížděl Kubánec José Larrinaga. V judu využila svých mimořádných fyzických dispozic a jedné osobní techniky soto-makikomi (zátočka) k prosazení se mezi panamerickou špičku v těžké váze nad 78 kg. V celosvětovém měřítku však na nejlepší těžké váhy nestačila. Ze tří účastí na olympijských hrách v roce 2000, 2004 a 2008 vyhrála jeden zápas, když v boji o úchop přeprala na olympijských hrách v Athénách německou medailovou naději Sandru Köppenovou. Sportovní kariéru ukončila v roce 2012 v 46 letech.

## Výsledky

### Váhové kategorie
| Turnaj                  | 1996       | 1997       | 1998       | 1999       | 2000       | 2001       | 2002       | 2003       | 2004       | 2005       | 2006       | 2007       | 2008       | 2009       | 2010       |
| Turnaj                  | 30         | 31         | 32         | 33         | 34         | 35         | 36         | 37         | 38         | 39         | 40         | 41         | 42         | 43         | 44         |
| Turnaj                  | těžká váha | těžká váha | těžká váha | těžká váha | těžká váha | těžká váha | těžká váha | těžká váha | těžká váha | těžká váha | těžká váha | těžká váha | těžká váha | těžká váha | těžká váha |
| ----------------------- | ---------- | ---------- | ---------- | ---------- | ---------- | ---------- | ---------- | ---------- | ---------- | ---------- | ---------- | ---------- | ---------- | ---------- | ---------- |
| Olympijské hry          | —          |            |            |            | úč.        |            |            |            | úč.        |            |            |            | úč.        |            |            |
| Mistrovství světa       |            | úč.        |            | úč.        |            | úč.        |            | úč.        |            | —          |            | úč.        |            | —          | úč.        |
| Panamerické hry         |            |            |            | 3.         |            |            |            | 3.         |            |            |            | 2.         |            |            |            |
| Panamerické mistrovství | 2.         | ?          | 3.         | 2.         | 1.         | ?          | 3.         | 3.         | 2.         | 1.         | 3.         | 3.         | 5.         | 3.         | 5.         |
| Jihoamerické hry        |            |            | ?          |            |            |            | 1.         |            |            |            | 3.         |            |            |            | 3.         |
| Bolívarské hry          |            | —          |            |            |            | 1.         |            |            |            | 2.         |            |            |            | —          |            |

### Bez rozdílu vah
| Turnaj                  | 1996 | 1997 | 1998 | 1999 | 2000 | 2001 | 2002 | 2003 | 2004 | 2005 | 2006 | 2007 | 2008 | 2009 | 2010 |
| Turnaj                  | 30   | 31   | 32   | 33   | 34   | 35   | 36   | 37   | 38   | 39   | 40   | 41   | 42   | 43   | 44   |
| ----------------------- | ---- | ---- | ---- | ---- | ---- | ---- | ---- | ---- | ---- | ---- | ---- | ---- | ---- | ---- | ---- |
| Mistrovství světa       |      | —    |      | —    |      | úč.  |      | —    |      | —    |      | —    | —    |      | úč.  |
| Panamerické mistrovství | ?    | ?    | ?    | 2.   |      | 3.   | ?    | 2.   | 2.   | 1.   | úč.  | úč.  | 3.   | 3.   | úč.  |
| Jihoamerické hry        |      |      | ?    |      |      |      | 2.   |      |      |      | 2.   |      |      |      | 3.   |
| Bolívarské hry          |      | —    |      |      |      | 1.   |      |      |      | 2.   |      |      |      | —    |      |